# Valdis Birkavs
Valdis Birkavs (* 28. července 1942, Riga) je lotyšský politik a právník. V letech 1993–1994 byl premiérem Lotyšska. V letech 1994–1999 byl ministrem zahraničních věcí, 1999–2000 ministrem spravedlnosti. Roku 1990 byl spoluautorem lotyšské Deklarace nezávislosti, která vyhlašovala odchod Lotyšska ze Sovětského svazu.
Byl představitelem středopravicové liberální strany Lotyšská cesta (Latvijas Ceļš), která vyhrála volby roku 1993 s 32.4% hlasů, načež Birkavs sestavil koaliční kabinet s agrární Lotyšskou zemědělskou unií (Latvijas Zemnieku savienība). V létě roku 1994 však agrárníci opustili vládu a Birkavs musel podat demisi. V následujících pěti kabinetech poté Birkavs sloužil jako ministr zahraničí. Roku 1999 kandidoval neúspěšně na lotyšského prezidenta (v parlamentní volbě).